# Маунтин, Джордж Джехошефат
Джордж Джехошефат Маунтин (англ. George Jehoshaphat Mountain; 27 июля 1789, Норидж — 6 января 1863, Сийери, Квебек[…]) — третий епископ англиканской церкви в Квебеке, первый глава университета Макгилла, основатель университета Бишопс.
Семья Джорджа Маунтина переехала в Квебек в ноябре 1793 года. Его отец, Джейкоб Маунтин, был первым епископом квебекской епархии. Его дядя Джехошефат и его кузен также были служителями церкви. С 1805 по 1811 год он получал образование в Тринити-колледже в Кембридже, однако после получения диплома бакалавра не смог получить стипендии для дальнейшего обучения и вернулся в Канаду.
С 1837 года являлся епископом Квебекским. Будучи на своем посту, совершил путешествие на каноэ в поселение на Ред-Ривер[уточнить] в 1844 году. Это был первый прямой контакт между канадской церковью и церковью Северо-Западной территории. После путешествия был издан журнал архиепископа (англ. The Journal of the Bishop of Montreal during a Visit to the Church Missionary Society's North-West American Mission).
- Иллюстрации к журналу
- Индейцы пересекают реку по льду
- Миссионеры с индейцами сплавляются по быстрой реке

В 1829—1835 годы был главой колледжа Макгилла, а затем работал над созданием колледжа Бишопс, названного так в его честь (англ. bishop — епископ).